# Taboão da Serra
Taboão da Serra est une ville brésilienne de l'État de São Paulo. Sa population était estimée à 225 405 habitants en 2006. La municipalité s'étend sur 20 km2.

## Maires
| Période | Période | Identité                    | Étiquette | Qualité |
| ------- | ------- | --------------------------- | --------- | ------- |
| 1960    | 1963    | Nicola Vivilechio           | PTN       |         |
| 1964    | 1969    | Laurita Ortega Mari         | PSP       |         |
| 1969    | 1973    | Ary Daú                     |           |         |
| 1973    | 1977    | Oswaldo Cesário de Oliveira | ARENA     |         |
| 1977    | 1982    | Armando Andrade             | ARENA     | Avocat  |
| 1982    | 1988    | José Vicente Buscarini      | PMDB      |         |
| 1989    | 1992    | Armando Andrade             | PTB       |         |
| 1993    | 1996    | José Vicente Buscarini      | PMDB      |         |
| 1997    | 2004    | Fernando Fernandes Filho    | PPB       |         |
| 2005    | 2012    | Evilásio Cavalcante Farias  | PSB       | Médecin |
| 2013    | 2020    | Fernando Fernandes Filho    | PSB       |         |
| 2021    | 2024    | José Aprígio da Silva       | PODE      |         |